# جل الدیب
جبل الدیب (عربی: جل الديب) شهری در استان جبل لبنان کشور لبنان است که در ۸ کیلومتری بیروت قرار دارد.